# Skradziona baza

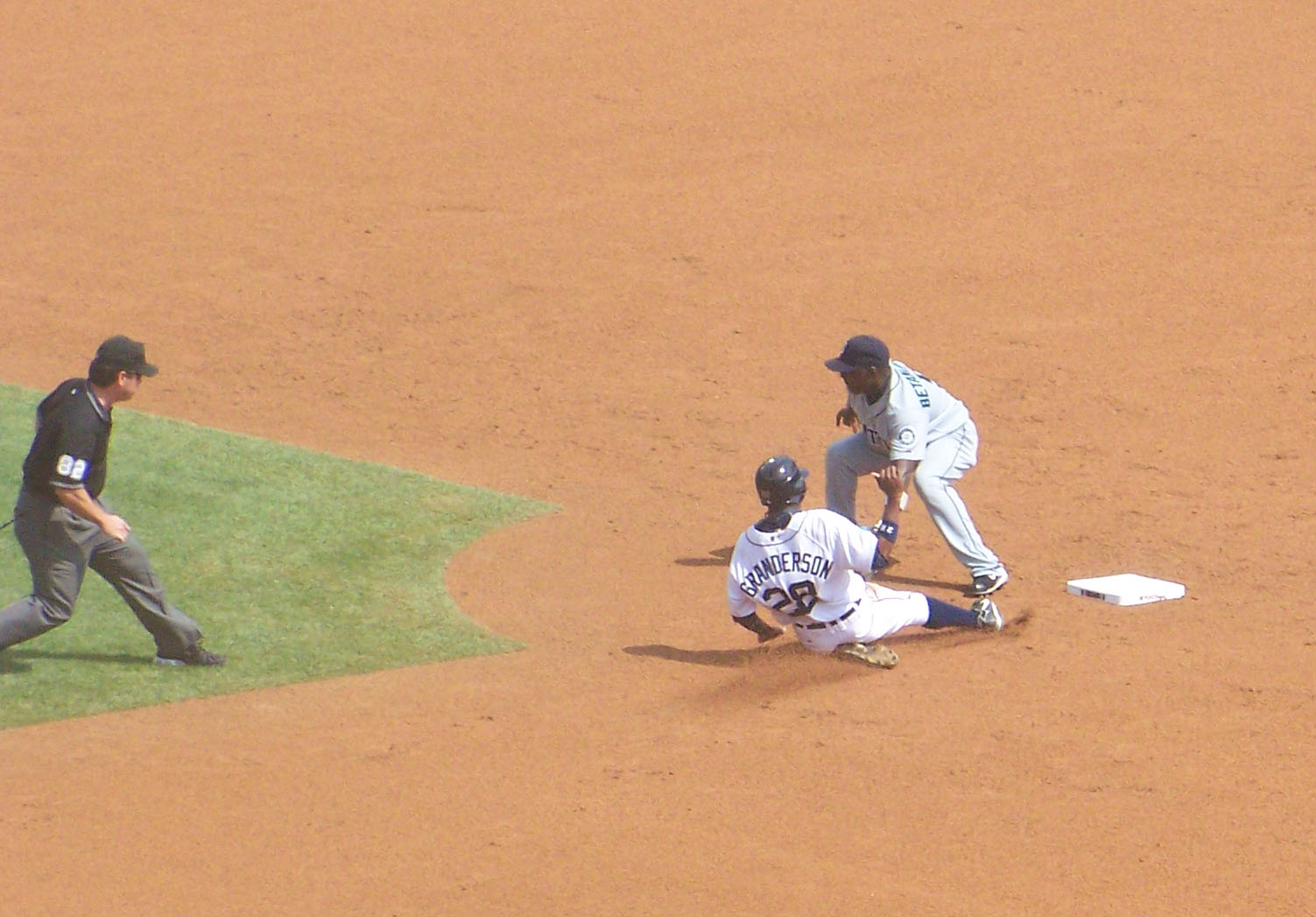
Curtis Granderson (wówczas w Detroit Tigers) próbuje ukraść drugą bazę.

Skradziona baza (ang. stolen base, w skrócie SB) – w baseballu następuje wówczas gdy biegacz osiągnie kolejną bazę, bez wprowadzenia piłki do gry lub w wyniku popełnienia błędu przez drużynę broniącą. Biegacz decyduje się zazwyczaj na taki manewr w momencie rozpoczęcia narzutu przez miotacza.
Wielu zawodników, charakteryzujących się głównie dużą szybkością i zwinnością, specjalizuje się w zdobywaniu baz w ten sposób. Rekord MLB w liczbie ukradzionych baz w jednym sezonie należy do Hugh Nicola (Cincinnati Red Stockings), który w 1887 roku dokonał tego 138 razy. Trzeba jednak zaznaczyć, że obowiązywały wówczas inne, faworyzujące biegaczy zasady zaliczania baz. W czasach obecnie obowiązujących reguł najwięcej baz (130) ukradł w 1982 roku Rickey Henderson (Oakland Athletics). Do niego należy także rekord wszech czasów, który wynosi 1406 baz, a osiągnięty został podczas 25 sezonów.
Próba zdobycia bazy kończy się czasami niepowodzeniem. Najskuteczniejszym zawodnikiem w historii ligi jest Portorykańczyk Carlos Beltrán, którego 86,7% prób było udanych. Z kolei jedna z największych gwiazd w historii ligi, Lou Gehrig, jest najgorszym „złodziejem” (wśród sklasyfikowanych zawodników) ze skutecznością 50,2%.

## Defensive indifference
Defensive indifference (co można przetłumaczyć jako „obojętność ze strony obrony”) jest oficjalnym terminem statystycznym opisującym sytuację, w której gracze obrony nie podejmują próby wyeliminowania zawodnika próbującego ukraść bazę. Dochodzi do niej najczęściej, gdy zdobycie bazy nie wpłynie lub wpłynie w bardzo niewielkim stopniu na wynik meczu. Jeśli oficjalny protokolant zawodów uzna, że doszło do defensive indifference, osiągnięta baza nie zostanie uznana za skradzioną i nie zostanie ona zapisana na konto biegacza.